# Iglesia de la Asunción de Nuestra Señora (Montalbanejo)
La iglesia de la Asunción de Nuestra Señora es un edificio del municipio español de Montalbanejo, en la provincia de Cuenca.

## Descripción

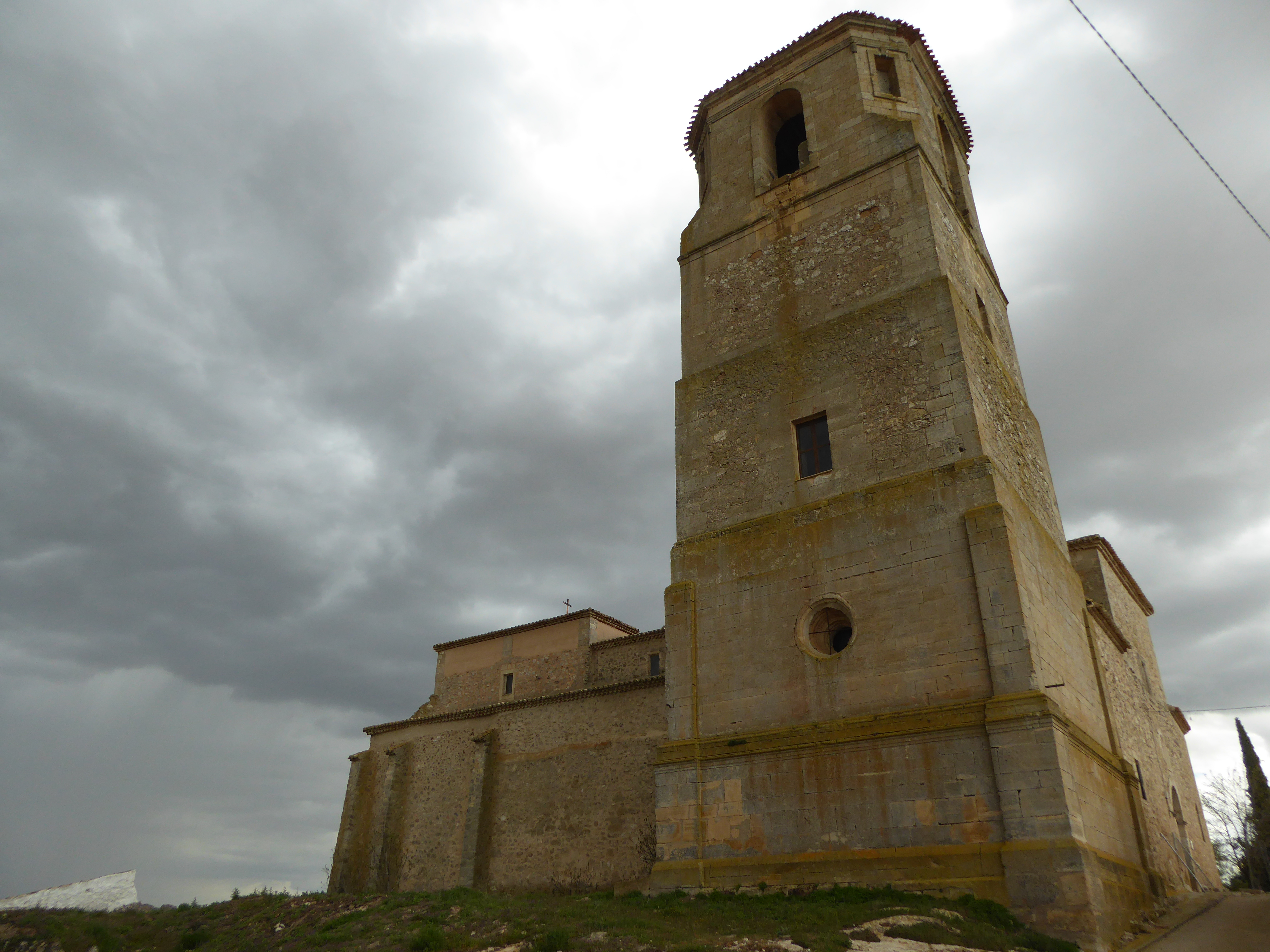
Torre de la iglesia

La iglesia de la Asunción de Nuestra Señora está ubicada en la localidad conquense de Montalbanejo, en Castilla-La Mancha.
Durante el periodo de la guerra civil, el edificio hizo las veces de prisión y silo de cereal. Hay un retablo de Diego de Tiedra y la torre sería obra del arquitecto Pedro de la Vaca.
El inmueble fue declarado monumento histórico-artístico con carácter nacional el 29 de diciembre de 1982, mediante un real decreto publicado el 4 de febrero del año siguiente en el Boletín Oficial del Estado, con la rúbrica del rey Juan Carlos I y el ministro de Cultura Javier Solana Madariaga. Su retablo mayor, del siglo XVI, fue restaurado recientemente.
En la actualidad está catalogado como bien de interés cultural, con la categoría de monumento.